# Словник

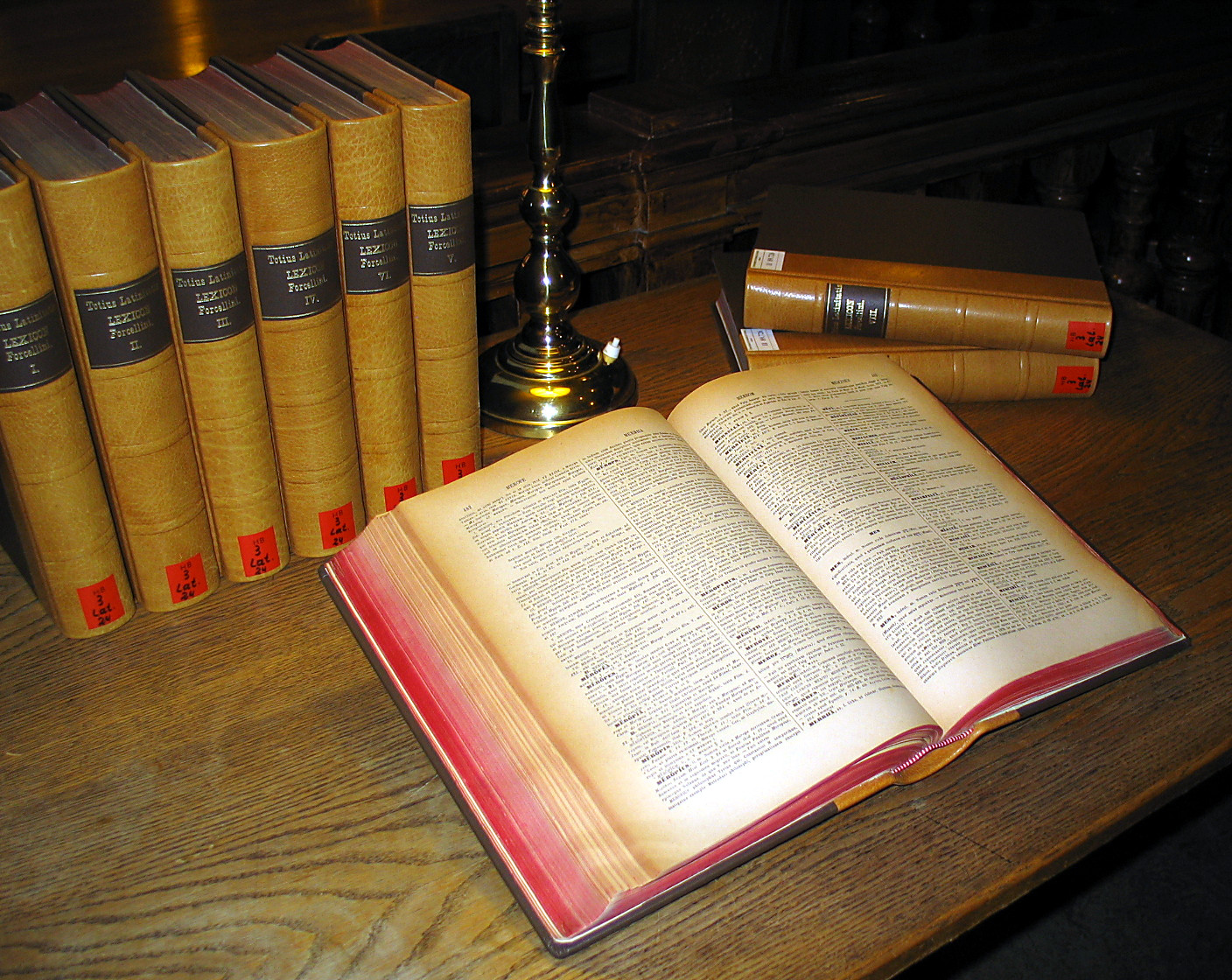
Багатотомний латинський словник в університетській бібліотеці

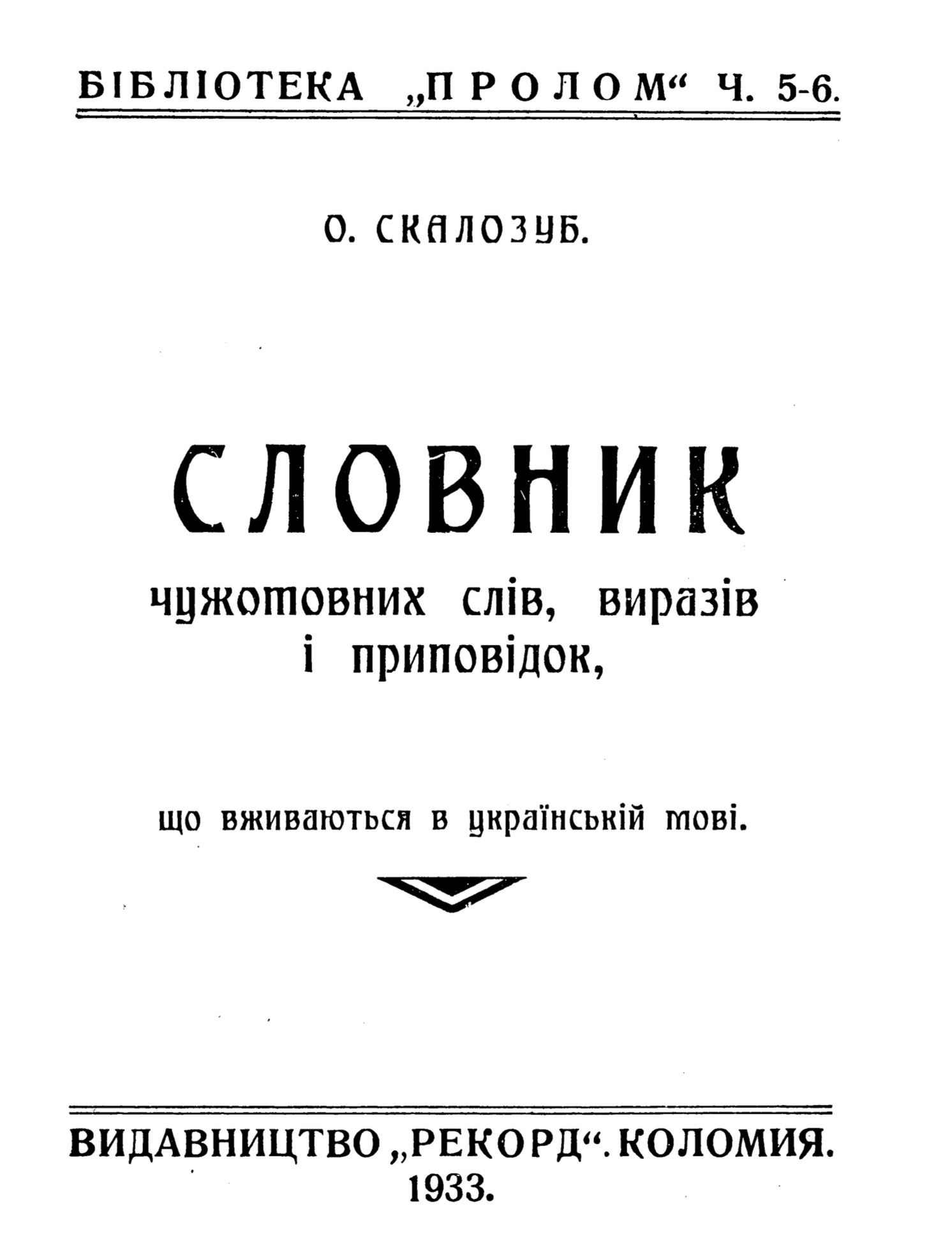
«Словник чужомовних слів, виразів і приповідок» (1933)

Словни́к (заст. слова́р, словни́ця, збіросло́в) — упорядкований в алфавітному чи тематичному порядку список заголовних лексикографічно опрацьованих слів.
Словник — лексикографічний продукт, який містить впорядкований перелік мовних одиниць (слів, словосполучень тощо) з короткими їхніми характеристиками або характеристиками позначених ними понять, або з перекладом на іншу мову.
Словáр (стар. словарь) — застаріле означення словника. У сучасному словообігу не використовується. Найвідоміша праця, яка місить у своїй назві це слово — «Словарь української мови» Бориса Грінченка.

## Види словників

Логотип Вікісловника

Існують такі види словників, як діалектні, зворотні, історичні (різновид тлумачного словника), ономастичні, орфоепічні, орфографічні та перекладні словники, а також етимологічний словник.
Словники поділяють на два типи: енциклопедичні й лінгвістичні.
Енциклопедичні словники
Енциклопедичні словники фіксують і пояснюють не слова, а пов'язані з тими чи іншими словами (як назвами відповідних явищ) відомості з різноманітних ділянок знання, мистецтв, виробництв, політичного життя тощо. Тому в енциклопедичних словниках зовсім не мають місця слова таких граматичних категорій, як займенники, вигуки, сполучники, частки; прислівники, дієслова та прикметники подаються у цих словниках лише тоді, коли вони термінологізувались, тобто вживаються для точного вираження спеціальних понять і означення спеціальних предметів. Енциклопедичні словники містять текстову (але нелінгвістичну) інформацію про явища дійсності, країни, події, людей та ін. й різноманітні ілюстрації (малюнки, світлини, карти, діаграми, аудіо-, відеоматеріали).
Лінгвістичні словники
Лінгвістичні (філологічні) словники з’ясовують різні аспекти слова: значення, особливості вимови, написання, будови, сполучуваності, співвідношення з лексемами інших мов — тобто лінгвістичну інформацію.
Є енциклопедичні словники загальні, або універсальні (тритомний «Український радянський енциклопедичний словник», 1986—1987 рр.) і галузеві, або спеціальні («Українська літературна енциклопедія», Т.1, 1988 р.).
Основні філологічні словники
Філологічні словники мають кілька основних типів і багато різновидів, але об'єктом описування в них завжди є саме слово. Залежно від типу й характеру філологічного словника, конкретне слово в ньому може розглядатися в одному чи в кількох аспектах, скажімо, з погляду походження чи функціонування протягом певного історичного періоду, правописання, вимови і т. д.
Філологічні словники можуть бути одномовні, двомовні і багатомовні.
Серед одномовних словників найважливішим типом є словник тлумачний. В ньому розкривається (витлумачується) значення слова, характеризуються його граматичні й стилістичні властивості, подаються типові словосполучення (речення) і фразеологічні звороти, де вживається слово у відповідному значенні («Словник української мови», Т 1-11, 1970—1980).
Словник етимологічний — лексикографічна праця, в якій з'ясовується походження слова: розкривається первісне значення, реконструюється найдавніша форма слова, вказується, чи є слово запозиченим («Етимологічний словник української мови» у 7 томах).
Словник асоціативний — словник, у якому представлені результати асоціативного експерименту. Статті в А. С. розташовують за алфавітом. Назвою статті в асоціативних словниках служать слова-стимули, після яких наводять викликані ними реакції в алфавітному порядку; реакції з однаковою частотністю упорядковують за алфавітом у межах відповідної групи (Бутенко Н. П. Словник асоціативних норм української
мови. — Львів, 1979; Бутенко Н. П. Словник асоціативних означень іменників в українській мові. — Львів, 1989; Мартінек С. Український асоціативний словник: У 2 т. — Львів: Видавничий центр ЛНУ імені Івана Франка, 2007; Мартінек С. Український асоціативний словник. В 2 т. — 2 вид., стер. — Львів: ПАІС, 2008; Мартінек С., Мітьков В. Український асоціативний словник. — Т. III: Від стимулу до реакції. — Львів: ПАІС, 2021; Мартінек С., Мітьков В. Український асоціативний словник. — Т. IV: Від реакції до стимулу. — Львів: ПАІС, 2021).
Словник іншомовних слів — словник, у якому розкривається значення слів іншомовного походження, що ввійшли до лексичного складу рідної мови, і вказується, з якої мови вони засвоєні («Словник іншомовних слів», Довіра, 2000).
Словник історичний — один з різновидів тлумачного словника, в якому подаються слова певної історичної епохи за даними писемних пам'яток, з'ясовується їх значення, наводяться ілюстрації («Словник староукраїнської мови XIV—XV ст.», Т 1-2, 1977—1978).
Словник орфографічний — подає нормативне написання слів і їх граматичних форм відповідно до чинного правопису. Найновішим в українській лексикографії є «Орфографічний словник української мови» С. Головащука, М. Пещак, В. Русанівського, О. Тараненка (близько 120 тисяч слів), створений на основі 4-го видання «Українського правопису» (1993). Цей словник показує сучасний стан розвитку всіх сфер літературної мови, включаючи й найновіші запозичення.
Словник орфоепічний — служить довідником правильної нормативної вимови і нормативного наголосу. Такими в українській мові є словник-довідник «Українська літературна вимова і наголос» (1973, укладачі І. Вихованець, С. Єрмоленко, Н. Сологуб, Г. Щербатюк), «Орфоепічний словник» М. Погрібного (1984).
Словник перекладний (двомовний словник) — словник, у якому реєстрове слово в різних його значеннях перекладається відповідниками іншої мови.
Словник синонімів — у ньому подані ряди синонімів, що групуються навколо стрижневих слів, розташованих в алфавітному порядку.
Словник термінологічний — словник, у якому подана система термінів певної галузі науки, виробництва, мистецтва.

### Онлайн словники
Існує багато вебсайтів, які працюють як онлайн-словники, зазвичай з певним фокусом. Ось деякі з найвідоміших прикладів:
- Вікісловник багатомовний словник, проєкт фонду Вікімедіа)
- Dictionary.com
- Urban Dictionary (словник сучасного сленгу)
- WordNet — семантичний словник